# 이이화

이이화의 2010년 모습

이이화(李離和, 1937년 8월 23일 ~ 2020년 3월 18일)는 대한민국의 재야 역사학자이며, 본관 연안(延安)이다.

## 생애
주역 연구가인 야산(也山) 이달(李達)의 넷째 아들로, 1937년 8월 23일 경상북도 대구 비산정에서 출생하였으며 지난날 한때 경상북도 경주 월성에서 잠시 유아기를 보낸 적이 있는 그는 1942년 일가족과 함께 전라북도 익산으로 이사와서 살다가, 1945년 아버지와 함께 대둔산에 들어가 한학(漢學(한자))을 공부했다. 16세가 되던 1951년에 학교를 다니려고 가출해서, 부산, 여수, 광주 등지에서 고학했다. 광주고등학교를 졸업하고 서라벌예술대학 문예창작과에 입학해 천승세, 김주영, 이근배, 홍기삼 등과 동문수학했지만 생활고 때문에 학업을 마치지 못하고 중퇴했다. 이후, 병든 어머니를 돌보며 아이스케기 장사, 군밤 장사, 빈대약 장사, 보험 외판원, 술집 웨이터, 가정교사 등 20여 가지 직업을 전전하면서 어려운 청년 시절을 보냈다. 그러나, 20대 후반부터 독학으로 한국사 연구의 길에 접어들었다. 역사문제연구소 소장, 동학농민혁명기념재단 이사장, 서원대 석좌교수, 경술국치 100년 공동행동위원회 상임공동대표 등을 맡았다.

## 저서
- <한국사 이야기> (한길사, 출간일 2004년 5월 15일)
- 백두산을 오르며 만나는 우리역사 (리북, 2012년 8월 28일)
- 찬란했던 700년 역사, 고구려 (사파리, 2006년 5월 11일 이이화 (지은이), 김태현 (그림))
- 역사 속의 한국불교 (역사비평사, 2002년 11월 30일)
- 이이화의 한문공부 (역사비평사, 2009년 1월 20일)
- 《이이화와 함께 한국사를 횡단하라》. 한길사. 2004. ISBN 8935655449.

## 가족 관계
- 아버지 : 이달 (1889년 ~ 1958년)
- 어머니 : 박순금 (? ~ 1967년)
- 배우자 : 김영희 (1948년 ~ )
  - 장남 : 이응일 (1977년 ~ )
  - 장녀 : 이응소 (1986년 ~ )